# 大津屋
株式会社大津屋（おおつや）は、福井県福井市に本社を置き、主に同市内のコンビニエンスストアのオレンジBOX（オレンジボックス、略称「オレボ」）、同県鯖江市と滋賀県長浜市にある北陸自動車道パーキングエリアにてオレボステーションを展開している日本の企業である。

## 概要
1573年（天正元年）に酒の蔵元として創業し、その後、両替商や酒類販売の事業に参入した。1930年に酒造は「旭酒造有限会社」（後に旭酒造株式会社）に譲渡し、1965年には酒税納付で福井税務署管内で首位を獲得したものの、11年後の1976年に廃業している。
一方、大津屋は1963年9月27日に株式会社となった。しかしながら酒屋としての将来性に疑問を持ち、1981年に「オレンジBOX」をオープン。福井県内では初のコンビニ出店だった。その後「オレボキッチン」「オレボステーション」「これがうまいんじゃ大津屋」を次々と開業した。

### コンビニエンスストア事業
コンビニエンスストアを始める前は、酒屋で御用聞きを中心として小売を行っていたが、女性の社会進出と共に家庭にいる時間が減少した。また、御用聞きでは一日の訪問数に限界が来て効率が悪かった。
そこで、酒類だけではなく食料品を販売し、夜にもお客様に来て頂けるように、これまでの酒屋から業務転換し、福井県初のコンビニエンスストアをオープンした。更にはCMも制作している。
その後、経営難の酒屋から店舗を購入して店舗数を順調に増やし、1986年には福井工業大学正門前へ福井県初である24時間営業の「オレンジBOX がくえん店」をオープンさせた。
しかしながら1980年代後半に突入すると、大手チェーンが福井県に進出し差別化が課題となった。ある日、具無しの焼きそばを調理して販売した所、わずか30分で完売。その成功からコンビニに調理場を設けて惣菜品を販売することを決意。1995年9月「オレンジBOX がくえん店」を丼・焼きたてパン等本格的店内調理をする店舗に改装。結果は日商50万円から90万円に売上が上がり成功した。
大津屋で販売している惣菜の特徴としては、その日の食材に合わせた地元の食材を使い、社員自ら判断し販売を行っている。その取り組みが評価され、農林水産省から2008年に「地産地消給食等メニューコンテスト」で農林水産省生産局長賞を受賞している。2011年6月23日には、売上高向上を狙って1グラム1円のランチバイキングを開始した。100グラムからの量り売りで、店内や直営工場で作られた惣菜を20種類から40種類の範囲内で販売している。

### 惣菜品製造事業
2013年3月から「オフィスおかん」と業務提携し、職場で販売する惣菜の製造を行っている。レトルトにする際、通常とは違う加熱殺菌方法で、味を落とさずに長期保存が可能となっている。2019年10月より省力化の一環として、重量計に惣菜を置くだけで、惣菜の種類を判別し重量と値段が表示されたラベルが貼られるAIシステムが導入されている。

## 沿革
- 1573年 酒造「大津屋」創業。
- 1930年 酒造部門を「旭酒造有限会社」（後に旭酒造株式会社）に譲渡。大津屋は酒類販売専門となる。
- 1963年 「株式会社大津屋」設立。
- 1981年 オレンジBOX第1号店である「おおつや」オープン。
- 1994年 ショッピングシティベルにオレボキッチン第一号店をオープン[2]。
- 2000年 フェアモール福井これがうまいんじゃ大津屋オープン。
- 2004年 イートインスペースを設けたオレボステーション第1号店である「フェニックス」オープン[2]。
- 2008年「地産地消給食等メニューコンテスト」で農林水産省生産局長賞を受賞。
- 2010年 北陸自動車道北鯖江パーキングエリア下り線（新潟方面）に「オレボステーション北鯖江」をオープン。
  - 上り線（米原方面）は2017年にオープン。
- 2013年 オフィスおかんと業務提携し、惣菜の提供を開始。
- 2023年 滋賀県長浜市の北陸自動車道神田パーキングエリア下り線に「オレボステーション長浜神田」をオープン。

## 店舗一覧
各店舗については公式サイトを参照。
オレンジBOX
- おおつや：福井県福井市西木田一丁目20番17号（本社所在地）
- フェニックス：福井県福井市松本四丁目12番12号
- いたがき：福井県福井市下馬二丁目105番地
- 高木中央：福井県福井市高木中央二丁目1724番地
- 米松：福井県福井市米松二丁目24番38号
- ベル：福井市花堂南2丁目16番1号（ショッピングシティベル内）
- エルパ：福井市大和田2丁目1212番地（フェアモール福井 エルパ内）

オレボステーション
- 北鯖江パーキングエリア：福井県鯖江市下河端町（上り・下り）
- 神田パークングエリア：滋賀県長浜市加田今町（下り）

福仁喜
- エルパ：福井県福井市大和田二丁目1212番地（フェアモール福井内）
- ハピリン：福井県福井市中央一丁目2番1号（ハピリン内）
- 福井駅：福井県福井市中央一丁目1番1号（ハピラインふくい 福井駅構内）
- 美松：福井県あわら市舟津26号10番地（あわら温泉 美松内）

その他
いずれの店舗も福井駅前のハピリン2階に入居している。
- Kirari（キラリ）
- 福井市観光物産館 福福館 - 福井市の指定管理者として運営[12]。

## テレビ番組
- 日経スペシャル カンブリア宮殿 地元客が熱愛する！超ユニークコンビニの独自戦略（2016年3月10日、テレビ東京）[13]